# Sylvia Plath
Sylvia Plath, nota anche con lo pseudonimo di Victoria Lucas (Boston, 27 ottobre 1932 – Londra, 11 febbraio 1963), è stata una poetessa e scrittrice statunitense.
Conosciuta per le sue poesie, scrisse il romanzo semi autobiografico La campana di vetro (The Bell Jar) sotto lo pseudonimo di Victoria Lucas. La protagonista del libro, Esther Greenwood, è una brillante studentessa dello Smith College, che inizia a soffrire di disturbo depressivo durante un tirocinio presso un giornale di moda newyorkese. La trama ha un parallelo nella vita di Plath, che ha trascorso un periodo presso la rivista femminile Mademoiselle, successivamente al quale, in preda a un forte stato di depressione, tentò il suicidio.
Assieme ad Anne Sexton, Plath è stata l'autrice che più ha contribuito allo sviluppo del genere della poesia confessionale, iniziato da Robert Lowell e William De Witt Snodgrass. Autrice anche di vari racconti e di un unico dramma teatrale a tre voci, per lunghi periodi della sua vita ha tenuto un diario, di cui sono state pubblicate le numerose parti sopravvissute. Parti del diario sono invece state distrutte dal marito, il poeta laureato inglese Ted Hughes, da cui ebbe due figli, Frieda Rebecca e Nicholas. Morì suicida all'età di trent'anni.

## Biografia

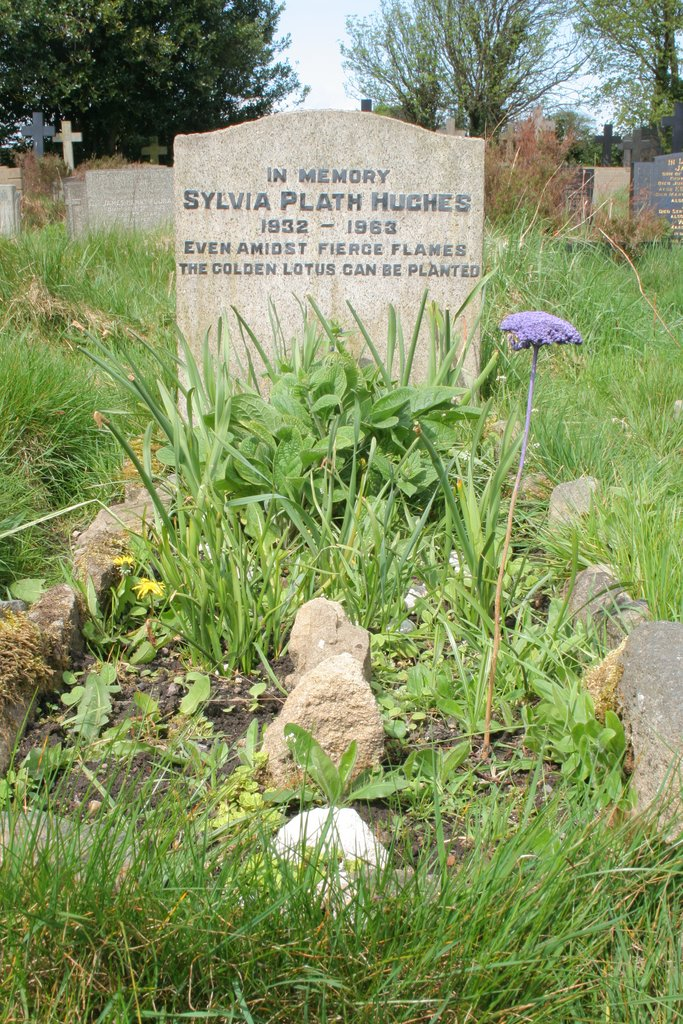
La tomba di Sylvia Plath nel nuovo cimitero di Heptonstall, West Yorkshire

Nacque in un distretto di Boston da genitori immigrati tedeschi; la madre, Aurelia Schober, apparteneva a una famiglia austriaca emigrata nel Massachusetts, mentre suo padre, Otto Emil Plath, professore di college, figlio di genitori tedeschi, si trasferì negli Stati Uniti a sedici anni per diventare in seguito uno stimato entomologo, in particolare in materia di api. Sylvia Plath dimostrò un talento precoce, pubblicando la sua prima poesia all'età di otto anni. Nello stesso anno, suo padre subì l'amputazione di una gamba e morì in seguito alle complicazioni di un diabete mellito diagnosticato troppo tardi, il 5 ottobre 1940. La perdita del padre lasciò un segno indelebile nella vita di Plath.
La scrittrice continuò a cercare di pubblicare poesie e racconti su varie riviste statunitensi, raggiungendo un successo marginale. Sylvia Plath soffrì durante tutta la sua vita adulta per una grave forma di depressione ricorrente tra periodi di intensa vitalità. Era entrata nello Smith College con una borsa di studio nel 1950, ma nel penultimo anno, il 26 agosto 1953, tentò per la prima volta il suicidio. In seguito descrisse la crisi che l'aveva colpita nell'estate del 1953 nel romanzo semi-autobiografico La campana di vetro (The Bell Jar). Al tentativo di suicidio seguì il ricovero in un istituto psichiatrico, il McLean Hospital, dove conobbe Ruth Beuscher, la psichiatra che l'avrebbe poi seguita per tutta la vita. Uscita dall'ospedale si laureò, ottenendo la lode nel 1955. Sylvia Plath ottenne una borsa di studio Fulbright per l'università di Cambridge in Inghilterra, dove continuò a scrivere poesie, pubblicando a volte le sue opere sul giornale studentesco Varsity.
A Cambridge, conobbe il poeta inglese Ted Hughes. Era il 25 febbraio 1956, in occasione di un party per una rivista appena nata in cui Hughes aveva pubblicato delle poesie da cui Sylvia era rimasta subito colpita. L'inizio della loro burrascosa storia è raccontato fedelmente nei Diari di Sylvia Plath. Si sposarono il 16 giugno 1956, nella chiesa di St. George The Martyr a Londra, in presenza solo della madre di Sylvia, Aurelia. Trascorsero la luna di miele tra Benidorm e Parigi e poi nel West Yorkshire, dove abitavano i genitori di Hughes. Tornarono a Cambridge, dove inizialmente vissero separati per timore che il matrimonio avrebbe potuto farle perdere la borsa di studio. Dopo aver concluso gli studi, Plath e Hughes trascorsero il periodo dal luglio 1957 all'ottobre 1959 vivendo e lavorando negli Stati Uniti. Per un periodo, Sylvia Plath insegnò allo Smith College. Fare l'insegnante, però, le assorbiva talmente tante energie da non lasciarle il tempo per scrivere; dopo il primo anno decise di lasciare il posto, optando per un lavoro part-time come receptionist al reparto psichiatrico del Massachusetts General Hospital, esperienza che le ispirò senza ombra di dubbio uno dei suoi racconti più famosi, "Johnny Panic and The Bible of Dreams". I due si trasferirono a Boston, dove Plath partecipò a seminari di scrittura creativa con Robert Lowell.
Questo corso di scrittura creativa ebbe profonda influenza sul suo stile. L'altra frequentatrice di questo corso fu Anne Sexton, l'eterna amica/rivale. Nello stesso periodo conobbero anche un altro poeta, W.S. Merwin. Alla fine del 1959 soggiornarono a Yaddo, la famosa colonia per artisti, in cui Sylvia Plath iniziò a far uscire la sua vera voce poetica e a scrivere molte delle poesie poi contenute nella sua prima raccolta, "Il colosso".
Venuti a conoscenza del fatto che Sylvia era incinta, ritornarono in Gran Bretagna, affittando l'appartamento al 3 di Chalcot Square, nel quartiere di Primrose Hill a Londra. Il 1º aprile 1960 nacque la loro primogenita Frieda Rebecca. Nello stesso periodo, Sylvia Plath pubblicò la prima raccolta di poesie, The Colossus, in Inghilterra. Nel febbraio 1961 subì un aborto spontaneo a seguito di un episodio di violenza fisica da parte di suo marito Ted Hughes, come Plath scrisse in una lettera indirizzata al suo terapista. Diverse poesie fanno riferimento a questo evento. Nell'estate del 1961 Sylvia terminò quel che rimase il suo primo e unico romanzo, La campana di vetro (The Bell Jar). Poco dopo i coniugi Hughes subaffittarono il loro appartamento di Londra ad una coppia, di cui diventarono amici, David e Assia Wevill, e si stabilirono a Court Green, una tenuta nei pressi di North Tawton, fra le campagne del Devon.
Il 17 gennaio 1962 Sylvia diede alla luce il loro secondo figlio, Nicholas Farrar. Poco dopo il loro matrimonio si incrinò definitivamente a causa della relazione che Hughes aveva iniziato con Assia Wevill. Si separarono alla fine di quell'estate del 1962. A dicembre, Sylvia Plath si trasferì a Londra con i figli, Frieda e Nicholas. Affittò l'appartamento al 23 di Fitzroy Road, dove aveva abitato William Butler Yeats, scrittore da sempre amato da Sylvia; ne fu estremamente contenta e lo considerò un buon presagio per l'inizio della sua nuova vita e carriera separata da Hughes. In quel periodo scrisse tantissime poesie e completò la sua seconda raccolta, Ariel, che però rimase sulla sua scrivania e venne pubblicata postuma, alterata dal marito, nel 1965; è solo nel 2004 che la figlia Frieda diede alle stampe il manoscritto originale (Ariel: The Restored Edition). L'inverno tra il 1962 e il 1963 fu molto duro, il più freddo degli ultimi cent'anni, la mancanza di soldi, la solitudine e la salute dei figli spesso malati cominciarono a pesarle. La depressione era tornata. Il 14 gennaio 1963 venne pubblicato il suo romanzo La campana di vetro (The Bell Jar), con lo pseudonimo di Victoria Lucas.

### Morte
L'11 febbraio 1963 era passato solo un mese dalla pubblicazione de La campana di vetro quando Sylvia Plath si tolse la vita: verso le 4:30 di mattina, sigillò porta e finestre della cucina e inserì la testa nel forno a gas, non prima di aver preparato pane, burro e due tazze di latte e aver spalancato la finestra della camera dei suoi bambini. Secondo Al Alvarez e altri studiosi, in realtà non aveva intenzione di uccidersi, ma soltanto di rivolgere un'estrema richiesta d'aiuto, "... che disgraziatamente fece fiasco"; sapeva infatti, che quella mattina verso le 9 sarebbe passata una ragazza che avrebbe dovuto aiutarla coi bambini, aveva chiesto al vicino del piano di sotto a che ora sarebbe andato a lavorare l'indomani, e aveva lasciato un biglietto con scritto il numero di telefono del suo medico, e le parole: "Per favore chiamate il dottor Horder".
Il suo funerale ebbe luogo il 18 febbraio 1963 nella chiesa di St. Thomas The Apostle, a Heptonstall, poco distante dal luogo dove abitava la famiglia di Hughes. È seppellita nel nuovo cimitero di Heptonstall, nel West Yorkshire. Nel 50º anniversario dalla morte di Sylvia Plath, sono emersi documenti inediti che gettano nuova luce sul suo suicidio. Le lettere inedite che la scrittrice aveva indirizzato alla sua psicanalista narrano di aggressioni, abusi e minacce di morte da parte del marito Ted Hughes, al quale era legata da un amore malato. Le lettere furono messe all'asta dall'antiquario statunitense Ken Lopez; furono scritte tra il 18 febbraio 1960 e il 4 febbraio 1963, una settimana prima del suo suicidio. Le lettere fanno parte di un archivio privato raccolto dalla studiosa statunitense Harriet Rosenstein e contengono anche una serie di documenti medici circa le sue sedute psicanalitiche.

## Pubblicazioni postume
Ted Hughes si occupò dei beni letterari di Sylvia Plath. Distrusse l'ultimo volume del diario della donna, che descriveva il periodo trascorso insieme. Nel 1982, Sylvia Plath divenne la prima poetessa a vincere dopo la morte il Premio Pulitzer per la poesia (per The Collected Poems).
Numerosi critici accusano Hughes di aver tentato di controllare le pubblicazioni postume per censura affettiva. Hughes negò ciò, anche se si accordò con la madre di Sylvia Plath, Aurelia, quando questa cercò di bloccare la pubblicazione delle opere più controverse di sua figlia negli Stati Uniti. Nella sua ultima raccolta, Birthday Letters, pubblicata prima di morire, Hughes ha rotto il silenzio, confessando alla pagina il suo irriducibile affetto per Plath. La copertina fu disegnata da Frieda Rebecca, ormai anche lei affermata poetessa nel Regno Unito. Il peso dell'influenza di Hughes sulla poetica di Plath è oggetto di un incessante dibattito.

## Opere

### Raccolte poetiche
- The Colossus and Other Poems (1960)[7]
  - Poppies in July (1962)[19]
- Ariel (1965)
- Three Women: A Monologue for Three Voices (1968, Turret Books)
- Crossing the Water (1971)
- Winter Trees (1971)
- The Collected Poems (1981)
- Selected Poems (1985, Faber and Faber)
- Ariel: The Restored Edition (2004, Faber and Faber)

#### Raccolte italiane
- Lady Lazarus e altre poesie, traduzione e cura di Giovanni Giudici, Collezione Lo Specchio, Milano, Mondadori, 1976. - Collana I poeti dello Specchio, Mondadori, 1989; Collana Oscar Poesia del Novecento n.11, Mondadori, 1998; Postfazione di Teresa Franco, Collezione Lo Specchio, Mondadori, 2023, ISBN 978-88-047-7163-0.
- Le muse inquietanti, traduzione di Amelia Rosselli e Gabriella Morisco, collezione I poeti dello Specchio, Milano, Mondadori, 1985.
- Tutte le poesie, a cura di Anna Ravano, Collana Oscar Poesia, Milano, Mondadori, 2013, ISBN 978-88-046-2575-9. - Collana Oscar Moderni. Baobab, Mondadori, 2019, ISBN 978-88-047-1080-6.

### Prosa
- La campana di vetro (The Bell Jar, 1963) sotto lo pseudonimo di Victoria Lucas
- The Collected Prose of Sylvia Plath, edited by Peter K. Steinberg, Faber & Faber, 2024, ISBN 0571377645.
- Letters Home: Correspondence 1950–1963, a cura della madre di Plath (1975, Harper & Row, USA; Faber and Faber, UK)
  -  Quanto lontano siamo giunti. Lettere alla madre, a cura di Marta Fabiani, Biblioteca della fenice, Parma, Guanda, 1979. Milano, Guanda, 2015, ISBN 978-88-608-8521-0.
- Johnny Panic and the Bible of Dreams: Short Stories, Prose, and Diary Excerpts (1977, Faber and Faber: questa edizione inglese contiene due storie, non presenti nell'edizione USA)
- The Journals of Sylvia Plath (1982)[20]
  -  Diari, traduzione di Simona Fefè, Collana Biblioteca n.367, Milano, Adelphi, 1998, ISBN 978-88-459-1416-4.
- The Magic Mirror (1989), tesi di laurea di Plath allo Smith College
- The Unabridged Journals of Sylvia Plath, a cura di Karen V. Kukil (2000)
- The Letters of Sylvia Plath, Volume 1, a cura di Peter K. Steinberg e Karen V. Kukil (2017, Faber and Faber)
- The Letters of Sylvia Plath, Volume 2, a cura di Peter K. Steinberg e Karen V. Kukil (2018, Faber and Faber)
- Mary Ventura e il nono regno (Mary Ventura and the Ninth Kingdom, 2019), traduzione di Silvia Pareschi, illustrazioni di Mònica Bonet, Collana Oscar Moderni, Milano, Mondadori, 2022, ISBN 978-88-047-4883-0.
- Plath - Opere, contiene Poesie (trad. Anna Ravano), La campana di vetro (trad. Adriana Bottini), Johnny Panic e la Bibbia dei sogni e altre prose (trad. Adriana Bottini), selezione dai Diari (trad. Simona Fefè, riveduta da Anna Ravano e Angela Demurtas), prefazione di Nadia Fusini, Collana I Meridiani, Milano, Mondadori, 2002; 2024, ISBN 9788804783671.

### Libri per bambini
- A letto, bambini! (The Bed Book, 1976), Milano, Arnoldo Mondadori Editore, 1990.
- Max e il vestito color zafferano (The It-Doesn't-Matter-Suit, 1996)
- Mrs. Cherry's Kitchen (2001)
- Collected Children's Stories (UK, 2001)

## Filmografia
- Nella vita di Sylvia Plath, film per la TV del 1980 diretto da Alessandro Cane e prodotto dalla Rai. Sylvia Plath è interpretata da Carla Gravina[21].
- Sylvia, film del 2003 diretto da Christine Jeffs e interpretato da Gwyneth Paltrow e Daniel Craig[22].